# Menjer
Menjer is een bestuurslaag in het regentschap Wonosobo van de provincie Midden-Java, Indonesië. Menjer telt 2862 inwoners (volkstelling 2010).